# Altilia
Altilia és un municipi italià, dins de la província de Cosenza, que limita amb els municipis de Belsito, Carpanzano, Grimaldi, Malito, Pedivigliano i Scigliano a la mateix província, i Martirano i Motta Santa Lucia a la de Catanzaro.

## Evolució demogràfica
| Població censada al municipi d'Altilia | Població censada al municipi d'Altilia        | Població censada al municipi d'Altilia |
| -------------------------------------- | --------------------------------------------- | -------------------------------------- |
|                                        |                                               |                                        |
| Notes:                                 | Elaboració gràfica per part de la Viquipèdia  |                                        |
|                                        | Font: ISTAT (Institut Nacional d'Estadística) |                                        |